# De Hoop (rapcollectief)
De Hoop is een in 2011 opgericht rapcollectief bestaande uit drie Belgische en Nederlandse rappers, MC (De) Hoop (ook wel MC CCII genoemd), DJ Speck en Gebaar, dat in 2012 een hit had met Waar is de meisje?.
Het verder de anonimiteit nastrevende trio had elkaar via internet leren kennen en kreeg via dat medium ook bekendheid nadat het een clip op YouTube had gezet. Kort hierna bood de platenmaatschappij EMI het rapcollectief een contract aan.

## Discografie

### Singles
| Single met eventuele hitnotering(en) in de Nederlandse Top 40 | Datum van verschijnen | Datum van binnenkomst | Hoogste positie | Aantal weken | Opmerkingen                 |
| ------------------------------------------------------------- | --------------------- | --------------------- | --------------- | ------------ | --------------------------- |
| Waar is de meisje?                                            | 17-10-2011            | 18-02-2012            | tip16           | -            | Nr. 35 in de Single Top 100 |

| Single met hitnotering(en) in de Vlaamse Ultratop 50 | Datum van verschijnen | Datum van binnenkomst | Hoogste positie | Aantal weken | Opmerkingen |
| ---------------------------------------------------- | --------------------- | --------------------- | --------------- | ------------ | ----------- |
| Waar is de meisje?                                   | 2011                  | 04-02-2012            | 15              | 4            |             |